# Aster viscidulus
Aster viscidulus là một loài thực vật có hoa trong họ Cúc. Loài này được (Makino) Makino mô tả khoa học đầu tiên năm 1914.